# Huamuxtitlán (kommun)
Huamuxtitlán är en kommun i Mexiko.   Den ligger i delstaten Guerrero, i den sydöstra delen av landet, 190 km söder om huvudstaden Mexico City. Antalet invånare är 13 806.
Följande samhällen finns i Huamuxtitlán:
- Huamuxtitlán
- Coyahualco
- San Pedro Aytec
- Conhuaxo
- Tepetlapa